# Botrucnidiata damasi
Botrucnidiata damasi är en korallart som beskrevs av Eugène Leloup 1932. Botrucnidiata damasi ingår i släktet Botrucnidiata och familjen Botrucnidiferidae. Inga underarter finns listade i Catalogue of Life.